# Miton
Pour les articles homonymes, voir Miton (homonymie).

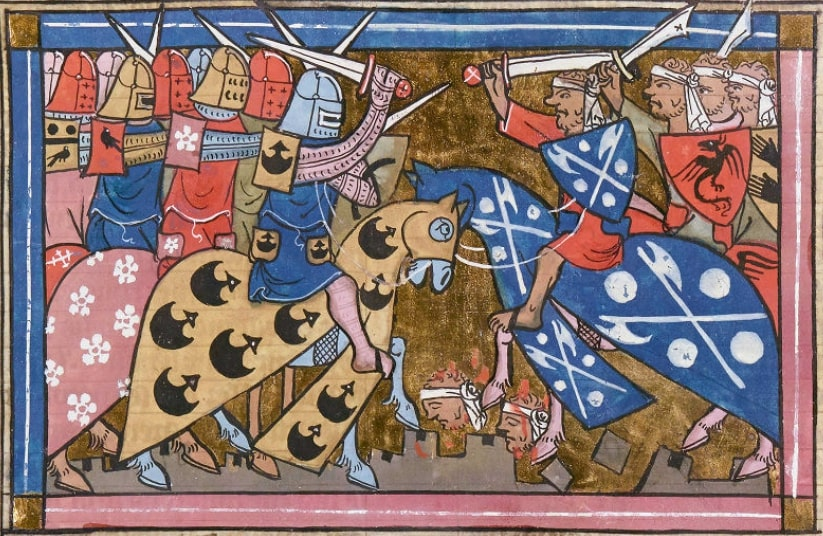
La main du chevalier du milieu est couverte d'un miton. Louis VII venu à l'aide du roi de Jérusalem Baudoin III contre les Sarrasins lors de la deuxième croisade, au milieu du XIIe siècle s. - Guillaume de Tyr, Histoire d'Outremer, XIVe siècle s., Paris, BnF, Ms. Fr. 22495, fol. 154v.

Le mot miton recouvre plusieurs acceptions. La plus ancienne est celle de gant sans doigts utilisé pour les travaux, la chasse. Le terme de mitaine le remplace au fil du temps . À partir du XIIe siècle il sert à désigner le gant en mailles de fer dans le prolongement du haubert dont il fait partie intégrante : tous les doigts sont dans la même large poche et il ne doit donc pas être confondu avec le moufle au pouce séparé. La plus ancienne figuration des mitons dans le cadre de l'armement défensif s'observe sur un sceau de Richard Cœur de Lion daté de 1195 : ses gants sont pourvus d'une fente qui permet de les enlever partiellement en les laissant pendre. L'intérieur des mitons peut être en toile ou en cuir pour plus de confort. Le miton disparaît presque totalement à la fin du XIIIe s., remplacé par le gantelet de fer et la manicle. Il connaît un bref regain de faveur au XIVe s. - il est alors utilisé par la cavalerie - avant de tomber dans l'oubli tout du moins dans le costume militaire. Le terme miton est souvent employé de façon abusive pour désigner un gantelet de fer. Cette pièce d'habillement se retrouve dans l'habillement civil au XVIIIe siècle, il est alors de soie noire ou de velours, éventuellement garni de dentelles, et sert à garantir le bras du froid .